# Rhescuporis III
Pour les articles homonymes, voir Rhescuporis.
Rhescuporis III est un prince thrace des débuts de l'Empire romain, co-roi des Sapéens et des Odryses avec son neveu Cotys VIII de 12 à 19. Il est le fils de Cotys VI, le frère de son prédécesseur Rhémétalcès Ier, et le père d'un de ses successeurs, Rhémétalcès III dernier Roi des Sapéens et des Odryses.
En 6, lors de la grande révolte illyrienne, il se joint aux forces romaines pour combattre les Dalmates et les Pannoniens. Rhescuporis les combat notamment en Macédoine.
Le roi Rhémétalcès Ier meurt vers l'an 12 et ses états, alliés de Rome, sont divisés en deux parties, qui sont réparties entre le fils et le frère du roi défunt, Cotys VIII et Rhescuporis III. Cotys reçoit la région proche de la côte et des colonies grecques. Rhescuporis, celle sauvage et inculte de l'intérieur, exposée à des attaques hostiles des peuples voisins. Rhescuporis décide de s'approprier les terres de son neveu, mais attend la mort d'Auguste, craignant de son courroux, puis mène à l'encontre de son neveu une série d'actions violentes. En 19, Tibère, dans une tentative d'empêcher une nouvelle guerre qui aurait probablement nécessité l'intervention des troupes romaines, envoie des émissaires aux deux rois thraces afin de favoriser l'ouverture de négociations de paix. 
Cotys congédie ses troupes et Rhescuporis feint de suivre son exemple : il propose une entrevue à son neveu, qui s'y rend sans défiance. Au milieu d'un festin, Rhescuporis le charge de chaînes, et s'empare aussitôt de ses états : puis il l'accuse de trahison auprès de Tibère puis demande que Rome reconnaisse sa souveraineté sur toute la Thrace. Tibère invite Rhescuporis à rejoindre Rome pour justifier l'arrestation de Cotys. Le roi thrace refuse et tue son neveu. Tibère envoie alors chez Rhescuporis le gouverneur de la Mésie Lucius Pomponius Flaccus qui, vieil ami du roi trace, le convainc d'aller à Rome. 
Rhescuporis est accusé par la veuve de Cotys, fille de Pythodoris, reine de Pont, et jugé et condamné par le Sénat à une peine de confinement pour le meurtre de Cotys, et est envoyé à Alexandrie en Égypte. Peu après, il y est mis à mort, pour avoir tenté de s'échapper. 
Le royaume de Thrace est divisé entre Rhémétalcès III fils de Rhescuporis qui s'est ouvertement opposé aux plans de son père, et les très jeunes enfants de Cotys, Cotys IX puis Rhémétalcès II, au nom desquels le propréteur Titus Trebellenus Rufus (ca) est nommé régent. Plus tard, vers 39, Rhémétalcès III devient le seul roi et à sa mort en 46, la Thrace est intégrée à l'Empire romain.

### Sources partielles
- « Rhescuporis III », Charles Weiss, Biographie universelle, ou Dictionnaire historique contenant la nécrologie des hommes célèbres de tous les pays, 1841 [détail des éditions].
- (en) Ian Mladjov, de l'Université du Michigan, liste des rois odrysiens de Thrace.
- (en) Site hourmo.eu, collection of Greek Coins of Thrace, Index des rois.